# (9824) Marylea
(9824) Marylea es un asteroide perteneciente al cinturón de asteroides, región del sistema solar que se encuentra entre las órbitas de Marte y Júpiter descubierto el 30 de septiembre de 1973 por Cornelis Johannes van Houten en conjunto a su esposa también astrónoma Ingrid van Houten-Groeneveld y el astrónomo Tom Gehrels desde el Observatorio del Monte Palomar, Estados Unidos.

## Designación y nombre
Designado provisionalmente como 3033 T-2. Fue nombrado  por Mary Lea Heger (1897-1983), quien fue la esposa del director del Observatorio Lick, C. Donald Shane, fue astrónoma por derecho propio. Identificó las líneas de absorción interestelar del sodio I y descubrió la primera de las misteriosas bandas interestelares difusas. También fundó los Archivos del Observatorio Lick.

## Características orbitales
Marylea está situado a una distancia media del Sol de 2,873 ua, pudiendo alejarse hasta 3,065 ua y acercarse hasta 2,682 ua. Su excentricidad es 0,067 y la inclinación orbital 2,994 grados. Emplea 1779,07 días en completar una órbita alrededor del Sol.
Pertenece a la familia de asteroides de (158) Koronis.

## Características físicas
La magnitud absoluta de Marylea es 13,70. Tiene5,478 km de diámetro y su albedo se estima en 0,257. 